# 吴顺豫
吴顺豫（1930年8月—），山东威海荣成宁津镇东楮岛村人，中华人民共和国政治人物、外交官。

## 生平
1946年3月，加入中国人民解放军。1947年1月，加入中国共产党，主要在华东首脑机关从事无线电通讯工作。1950年，转业上海邮电部门，历任科员、科长、电台台长、政治处主任。1965年后进入中华人民共和国外交部。1974年任中国驻突尼斯大使馆一等秘书。1977年8月，任中国驻卢旺达大使馆一等秘书。1982年3月，任中国驻多哥大使馆参赞。1984年任中国驻几内亚大使馆参赞。1985年，担任中华人民共和国驻黎巴嫩大使。1988年，接替杜易担任中华人民共和国驻刚果共和国大使。1992年，由叶弘良接任。